# Вулиця Артилерійська (Херсон)
Вулиця в центральній частині міста Херсона, є південно-західною межею Військового Форштадту і з'єднує вулиці Перекопську та Героїв Крут. Нумерація є тільки по східному боку та спрямована, на відміну від більшості вулиць Херсона, у бік р. Дніпро. З західного боку вздовж усієї вулиці простягається парк Слави. До недавнього часу парк Слави був у складі Дніпровського району, отже і вся вулиця Артилерійська теж. Останніми роками, судячи з усього, парк Слави було передано до Центрального (до недавна Суворовського) району, тому вулиця нині є межею між цими двома районами Херсона. На початку вулиці знаходиться територія колишньої кондитерської фабрики. Наприкінці 1910-х років в старому корпусі фабрики, що виходить головними фасадами на вулиці Перекопську та Артилерійську, знаходився політехнічний інститут.
Від вулиці Артилерійської починаються вулиці Тягинська (колишня Д. Бєдного), Офіцерска (колишня Шмідта), що проходять через увесь Військовий Форштадт і впираються в вулицю Чорноморська, та Артилерійський провулок.
Ця вулиця через її прекрасне розташування в центрі міста, поруч із двома парками (розпочинається напроти парку Херсонська Фортеця), неподалік від р. Дніпро, хороше покриття проїзної частини та тротуару, виявилася привабливою для заможних людей, тому вона забудована головне просторими стильними особняками 1990-х років. Також, локація добре забезпечена громадським транспортом (тролейбуси маршрутів 1 та 3, якими можна дістатися східних околиць Херсона, залізничного вокзалу, гідропарку та житломасиву Корабел, маршрутні таксі до селища Антонівка, річкового порту, житлоселища, автовокзалу, Таврійського житломасиву). У давні часи приємною подорожжю була поїздка тролейбусом маршруту 5 від зупинки біля початку вулиці до річкового та морського вокзалів — рогаті машини з бортовими нумерами 229, 230, 240, 257, 276, 313, 317, 320, 372 та 403 робили зупинки біля Артилерійської на шляху від порта до Антонівки та у зворотному напрямку.
На жаль, під час російсько-української війни деякі з будинків по вулиці Артилерійська серйозно постраждали від артилерійських та мінометних обстрілів. Великих ушкоджень зазнала і колишня кондитерська фабрика. Разом із тим, є всі підстави розраховувати, що із відходом театру військових дій від Херсона вулиця Артилерійська швидко поверне свою привабливість, і треба сказати, романтичну ауру.